# Tommo so
Le tommo so est une langue parlée dans la partie orientale de la région de Mopti au Mali. Il fait partie de la famille des langues Dogon, considérée comme une sous-famille de la famille des langues Niger-Congo.
Il y a environ 60 000 locuteurs de tommo so. Des douze langues dogon, c'est la deuxième la plus courante. Il est classé comme une langue 6a (vigoureuse) sous les classifications de statut linguistique d'Ethnologue - la langue est « utilisée pour la communication face à face par toutes les générations et la situation est durable ». Les enfants continuent d'acquérir le tommo so comme première langue. Le bambara et le français (lingua franca et langue nationale du Mali) sont des langues secondes courantes pour les locuteurs du tommo so, le premier étant courant parmi ceux qui ont passé du temps dans d'autres régions du Mali, et le dernier étant utilisé pour communiquer en classe ou avec des étrangers.

## Phonologie

### Voyelles
Le tommo so contient 17 phonèmes vocaliques. Il existe sept voyelles de base couvrant quatre hauteurs de voyelles.
|               | Avant | Arrière |
| ------------- | ----- | ------- |
| Haute         | i     | u       |
| Haute-moyenne | e     | o       |
| Basse-moyenne | ɛ     | ɔ       |
| Basse         | a     | a       |

Outre les 7 voyelles de base, l'inventaire des voyelles de tommo so comprend leurs homologues longues et 3 voyelles longues nasalisées. Le placement des voyelles dans les mots n'affecte pas leur longueur : les voyelles longues ont tendance à durer environ 138 ms et les voyelles courtes à environ 67 ms. Les voyelles nasalisées /iː n / et /uː n / sont présentes dans la langue mais sont rares et irrégulières, et ne sont pas considérées comme phonémiques. 
| Court | Long | Nasale |
| ----- | ---- | ------ |
| i     | ii   |        |
| e     | ee   |        |
| ɛ     | ɛɛ   | ɛɛn    |
| a     | aa   | aan    |
| ɔ     | ɔɔ   | ɔɔn    |
| o     | oo   |        |
| u     | uu   |        |

### Consonnes
Le tommo so contient 17 consonnes. Il existe 5 lieux et 6 modes d'articulation. La longueur des consonnes est contrastée — par exemple, [dɛ̀nnɛ́] et [dɛ̀nɛ́] sont considérés comme des mots différents — le premier signifie « chercher » et le second « passer la journée ».
|                    | Bilabial | Bilabial | Alvéolaire | Alvéolaire | alvéolo-palatale | Palatale | Vélaire | Vélaire | Glottique |
| ------------------ | -------- | -------- | ---------- | ---------- | ---------------- | -------- | ------- | ------- | --------- |
| Consonne occlusive | p        | b        | t          | d          |                  |          | k       | g       |           |
| Nasale             | m        | m        | n          | n          |                  | ɲ        | ŋ       | ŋ       |           |
| Fricative          |          |          | s          | s          |                  |          |         |         | h         |
| Affriquée          |          |          |            |            | dʑ               |          |         |         |           |
| Spirante           | w        | w        |            |            |                  | j        |         |         |           |
| Battue             |          |          | ɾ          | ɾ          |                  |          |         |         |           |
| Spirante latérale  |          |          | l          | l          |                  |          |         |         |           |

L'inventaire des consonnes comprend l'affriquée alvéolo-palatine [dʑ]—la consonne [ʑ] n'apparaît pas seule. Il y a quelques autres consonnes (comme [ʔ] et [tɕ]). Cependant, ces sons ne se produisent que dans les idéophones et ne sont pas considérés comme faisant partie de l'inventaire des consonnes de tommo so.

### Structure syllabique
Il existe huit types de syllabes dans tommo so : (C)V, (C)Vː (C)VR, (C)VC, N, NCV, NCVː et CVV. N représente une consonne nasale et R représente une sonante. Une syllabe (C)VC doit être suivie d'un début identique à cette coda. Quelques exemples de ces structures syllabiques sont fournis ci-dessous.
| Modèle | Exemple | Traduction      |
| ------ | ------- | --------------- |
| V      | ɛ̀.nɛ́    | 'chèvre'        |
| Vː     | íí      | 'loger'         |
| CV     | gì.nɛ́   | 'enfant'        |
| CV     | nàá     | 'vache'         |
| RV     | ém      | 'Le Lait'       |
| CVR    | nom     | 'soleil'        |
| CVC    | sɔ́b.bɔ̀  | « semis à sec » |
| N      | ɲ́.yɛ́    | 'manger'        |
| PCI    | à.ndá   | 'pis'           |
| PCIː   | gà.mbáá | 'certains'      |
| CVV    | dɔ̀ɛ̀     | 'il est arrivé' |

### Ton
Le ton est significatif à la fois lexicalement et grammaticalement. tommo so contient deux tons, haut (H) et bas (L). Sur la base d'une analyse des mots enregistrés, la distribution et le placement des tons H et L semblent être régis par un ensemble de modèles relativement imprévisibles pour les noms, les chiffres et les adjectifs, et prévisibles pour les verbes. 

#### Ton lexical
Presque toutes les syllabes ont un ton H ou L associé, et chaque radical doit contenir au moins un ton H. Bien que les tons soient contrastés, il y a très peu de paires minimales qui ne se distinguent que par leur tonalité. Quelques exemples sont énumérés ci-dessous.
| /L/ ton | /L/ ton       | /LH/ ton | /LH/ ton |
| ------- | ------------- | -------- | -------- |
| náá     | 'mère'        | nàa      | 'vache'  |
| ííyé    | 'aujourd'hui' | ììyé     | 'miel'   |
| ííyɛ́    | 'la tombe'    | ììyɛ́     | 'lune'   |
| dámmá   | 'village'     | dàmmá    | 'houe'   |
| Isé     | 'vide'        | ìsé      | 'chien'  |

#### Ton grammatical
Le tommo so, comme les autres langues Dogon, utilise des superpositions tonales. Les tons du radical sont écrasés par une superposition de tons prédéterminée en fonction du contexte dans lequel le radical apparaît. Les tons des phrases verbales sont remplacés en fonction de la morphologie flexionnelle et n'affectent que la racine verbale. Par exemple, la superposition imparfaite affirmative des clauses principales est {HL} et leur superposition imparfaite négative est {L}. La superposition imparfaite affirmative des clauses relatives ne change pas de ton, et leur superposition imparfaite négative est {L}. Étant donné le radical nominal [ jɔ̀bɔ́ ] ('course') de la classe de tons /LH/, la conjugaison aurait pour résultat ce qui suit.
|             |                 | Clause principale | Clause relative |
| ----------- | --------------- | ----------------- | --------------- |
| Imperfectif | Affirmatif {HL} | jɔ́bɔ̀-dɛ̀           | jɔ̀bɔ́-dɛ         |
| Imperfectif | Négatif {L}     | jɔ̀b-éélè          | jɔ̀b-éélè        |

Les tonalités des phrases nominales sont remplacées en fonction de la relation entre les mots de la phrase nominale et peuvent affecter plusieurs mots. Bien que les superpositions tonales des phrases verbales soient strictement définies pour tous les verbes, les superpositions tonales des phrases nominales dépendent de l'objet dans la phrase nominale possédée ou non.

## Morphologie
Le tommo so est une langue agglutinante. En général, lorsque des morphèmes sont attachés les uns aux autres, ils conservent leur forme et leur sens d'origine dans le nouveau mot. La morphologie de tommo so contient l'affixation, les clitiques, la redoublement et la composition.

### Apposition
En tant que langue agglutinante, l'apposition de morphèmes joue un rôle majeur dans la morphologie de tommo so. Presque tous les morphèmes liés de la langue sont utilisés comme suffixes - les préfixes ne sont vus que sous forme de redoublement, lorsqu'ils sont utilisés pour une nominalisation déadjectivale.
Le tommo so contient cinq suffixes de dérivation verbale, énumérés ci-dessous.
| But         | Suffixe |
| ----------- | ------- |
| factitif    | -ndɛ́    |
| réversif    | -ílɛ́    |
| transitif   | -írɛ́    |
| médiopassif | -íyɛ́    |
| causal      | -mɔ́     |

| Exemple 2     |
| dɛ̀bɛ́          |
| (être bloqué) |
| 'être bloqué' |

| → |
|   |
|   |

| dɛ̀b-ílɛ́          |
| (se bloquer)-REV |
| 'se décoller'    |

| Exemple 3     |
| pndɛ́          |
| (faire serré) |
| 'faire serré' |

| → |
|   |
|   |

| pɛ́nd-íyɛ́         |
| (faire serré)-MP |
| 'être encombré'  |

Il existe des cas dans lesquels le suffixe réversif -ílɛ́ ne semble pas contenir de sens réversif. Par exemple, le mot yàmá signifie « être ruiné », mais le mot « yàm-ílɛ́ » signifie « ruiner ». Il se trouve que certains suffixes de dérivation n'ont « aucune signification discernable du tout ». 

Le tommo so ne contient pas beaucoup de morphologie nominale - les deux seuls types de suffixes significatifs qui s'attachent aux noms sont ceux qui implémentent un système humain/non humain et le suffixe diminutif -ý . Dans le cas ci-dessous, íí est un allomorphe de -ý. 
| Exemple 1            |
| yàá -m =mbe          |
| femelle -HUM . PL=PL |
| 'femmes'             |

| Exemple 2 |        |
| njɛ́       | íí     |
| poulet    | FAIBLE |
| 'poussin' |        |

### Clitiques
Il y a quelques clitiques en tommo so, y compris un marqueur pluriel =mbe et un marqueur défini =gɛ (un exemple montrant les deux est donné ci-dessous). Les clitiques sont toujours attachés à la fin d'un groupe nominal entier plutôt qu'au nom lui-même.
| Nom pluriel)       |
| yàá-m=mbe          |
| femelle-HUM. PL=PL |
| 'femmes'           |

| → |
|   |
|   |

| Pluriel (groupe nominal) |               |
| yà-m                     | kómmó=gɛ=mbe  |
| femelle-HUM. PL          | maigre=def=PL |
| 'les femmes maigres'     |               |

En général, les clitiques sont toujours attachés à la fin d'un radical, et jamais au début.

### Redoublement
Le redoublement est utilisé à différentes fins dans la morphologie du tommo so. La première est la nominalisation déadjectivale, et la seconde est la distribution adjectivale.

#### La nominalisation déadjectivale
Le processus de nominalisation d'un adjectif nécessite que la racine de l'adjectif soit redoublée, en partie ou en totalité. Au minimum, la première syllabe est redoublée. Cependant, dans le cas des adjectifs multisyllabiques, le mot entier peut être dupliqué. Un changement de ton se produit également au cours de ce processus. Quelle que soit la partie du mot original qui est dupliquée, le nom résultant a la même signification.
| radical de l'adjectif | Nom                                 | Traduction du nom |
| --------------------- | ----------------------------------- | ----------------- |
| kunɔ́                  | kù~kùnɔ́ kùnù~kùnɔ́                   | 'épaisseur'       |
| veux-tu               | wà~wànnú wànnù~wànnú                | 'largeur'         |
| kábará                | kà~kàbàrá kàbà~kàbàrá kàbàrà~kàbàrá | 'platitude'       |

#### Distribution adjectivale
Le redoublement d'un adjectif permet de répartir son sens sur un nombre donné d'objets.
| Exemple 1                      |              |                    |
| Gìne                           | su~ɛ̀sù       | né-go=sɛ-m.        |
| maison                         | jolie~ jolie | deux-ADV=avoir-1SG |
| J'ai deux très jolies maisons. |              |                    |

| Exemple 2                   |             |          |                   |
| Jaà                         | lɛ́lu~ɛ̀lɛ̀lù  | né-go    | y-ɛ̀-m.            |
| repas                       | doux ~ doux | deux-ADV | manger-PFV. L-1SG |
| J'ai mangé deux bons repas. |             |          |                   |

### Composition
Il existe deux types de composition en tommo so : la composition nominale et la composition adjectivale.

#### Composition nominale
Environ un tiers du lexique connu de tommo so se compose de composés nominaux, dont la plupart ont le mot principal à droite. Quelques exemples de composés nominaux sont fournis ci-dessous.
| Exemple 1       |       |
| nom             | taá   |
| sel             | porte |
| 'plaque de sel' |       |

| Exemple 2     |       |
| bòmbòm        | yòògu |
| Des bonbons   | sève  |
| 'chewing-gum' |       |

| Exemple 3   |              |
| hɔ̀ɔ̀làl      | bàŋáá        |
| confiance   | propriétaire |
| 'fiabilité' |              |

#### Composition Bahuvrihi
La composition Bahuvrihi en tommo so se produit lorsqu'un nom complexe est créé en attachant un adjectif à la fin d'un nom.
| Exemple 1          |        |       |
| ǹdɛ̀                | áŋá    | wɛ̂y   |
| personne           | bouche | léger |
| 'personne bavarde' |        |       |

| Exemple 2                        |           |      |
| àn-nà-y                          | dɔ́lɔ́      | póò  |
| mâle-HUM. SG-DIM                 | testicule | gros |
| 'garçon avec de gros testicules' |           |      |

## Syntaxe

### Ordre des mots
L'ordre des mots de base de tommo so est sujet-objet-verbe (SOV). Des exemples sont présentés ci-dessous.
| Exemple 1             |              |                  |
| Mòòmíyó               | mí=ɲ̀         | támbá-gú=sɛ.     |
| Scorpion              | 1SG. PRO=OBJ | piquer-ppl=avoir |
| Le scorpion me pique. |              |                  |

| Exemple 2                            |         |         |                          |
| Mi                                   | áí=ɲ́    | màŋgóró | ób-aa=be-m.              |
| 1SG. PRO                             | ami=OBJ | mangue  | donner-PFV=être. PST-1SG |
| « J'ai donné une mangue à mon ami. » |         |         |                          |